# Saison 2 de Counterpart
 (décembre 2018).
Si vous disposez d'ouvrages ou d'articles de référence ou si vous connaissez des sites web de qualité traitant du thème abordé ici, merci de compléter l'article en donnant les références utiles à sa vérifiabilité et en les liant à la section « Notes et références ».
Chronologie
Saison 1
Cet article présente le guide des épisodes de la deuxième saison de la série télévisée américaine Counterpart.

## Distribution

### Acteurs principaux
- J. K. Simmons (VFB : Patrick Waleffe) : Howard Silk
- Olivia Williams (VFB : Colette Sodoyez) : Emily Burton Silk
- Harry Lloyd (VFB : Alexis Flamant) : Peter Quayle
- Nazanin Boniadi (VFB : Nancy Philippot) : Clare Fancher
- Nicholas Pinnock (VFB : Laurent Vernin) : Ian Shaw / Wesley Pierce
- Sara Serraiocco (VFB : Sophie Pyronnet) : Nadia Fierro / « Baldwin »
- Mido Hamada (en) : Cyrus
- Jamie Bamber (VFB : Alexandre Crépet) : Eric Burton
- Betty Gabriel : Naya Temple

### Acteurs récurrents
- Richard Schiff (VFB : Patrick Donnay) : Roland Fancher
- Guy Burnet (VFB : Pierre Le Bec) : Claude Lambert
- Liv Lisa Fries (VFB : Barbara Borguet) : Greta
- James Cromwell : Yanek
- Christiane Paul : Mira

## Épisodes

### Épisode 1:Agent double
- États-Unis : 9 décembre 2018 sur Starz

### Épisode 2:La Traque
- États-Unis : 16 décembre 2018 sur Starz

Toujours détenu dans le secret, Howard Alpha est interrogé sur les rapports de sa femme avec l'autre côté, mais il refuse de la trahir. Emily Prime persiste à vouloir le voir, questionnant les décisions nébuleuses de la D.G., jusqu'à ce qu'elle reçoive une proposition : la Croisée a été brièvement ouverte pour déposer un dossier sur Mira, la femme à la tête d'Indigo, le programme de formation des enfants en leurs doubles, et Emily devient directrice du département de la Stratégie si elle se consacre à la retrouver. Emily accepte à une condition, la libération de Howard et un droit de visite, qui lui sont accordés.

### Épisode 3:Démasqué
- États-Unis : 23 décembre 2018 sur Starz

### Épisode 4:Le Point de divergence
- États-Unis : 30 décembre 2018 sur Starz

Grâce au traceur qu'a donné Osman à Howard Alpha, Mira peut localiser la base Echo. Ian confie la mallette à un de ses contacts qui découvre vite qu'elle sert aux membres de la DG à communiquer entre eux, mais il est tué par Osman qui récupère la mallette. Emily Alpha cherche dans ses souvenirs d'enfance, qu'elle doit avoir en commun avec son double, et retourne à un cottage au bord d'un lac où elle retrouve un dossier contenant une liste de membres infiltrés d'Indigo, dont Osman. Elle commence à le suivre.
Dans la prison Echo, Howard Prime commence ses sessions d'interrogatoire avec Yanek, qui cherche à le déstabiliser pour comprendre les causes des divergences entre les deux histoires des Howard. Se sachant observé, Howard Prime tente une nouvelle réconciliation avec Marcel.

### Épisode 5:Pour la cause
- États-Unis : 6 janvier 2019 sur Starz

Quayle et Howard Prime sont stupéfaits d'apprendre que le double de Lambert est dans leur monde, prêt à vendre ses informations au plus offrant. Ils mettent au point un plan pour le tuer discrètement mais ils sont pris de vitesse par un agent d'Indigo. Les bureaux sont mis en quarantaine. Temple approche Howard : elle sait que Quayle couvre Shadow et qu'il a fait tuer Lambert. Quand Quayle lui confie que l'enregistrement de ses aveux a disparu, Howard cesse de le couvrir et lui suggère de se suicider avec l'arme qu'il a récupéré et caché. Mais alors qu'il allait tirer, sa secrétaire révèle être l'agent d'Indigo et se tue pour protéger leur atout. Au même moment, ignorant tout, Clare renoue avec Spencer, un autre agent d'Indigo de son monde.

### Épisode 6:L'Expérience
- États-Unis : 20 janvier 2019 sur Starz

1987, Berlin-Est. Yanek est un scientifique devant superviser l'activation d'un synchrotron, mais alors qu'il s'absente, la machine s'emballe et une conséquence inattendue apparait : la Croisée, qui mène vers une réalité alternative dont l'expérience est le point de divergence. Les deux doubles gardent le secret un temps, se remplaçant le temps d'une visite, puis Yanek Prime a l'idée de créer une divergence minime : il va laisser son double offrir une cassette du groupe préféré de sa fille Mira, mais lui non. Pour continuer d'observer les divergences, les deux Yanek constituent une équipe de quatre membres et leurs doubles, et retardent chacun de leur côté leur passage à l'Ouest.
La divergence a une conséquence fatale : Rainer, le fils de Yanek, est arrêté pour avoir passé des prospectus du bloc Ouest, mais lors de son arrestation, personne ne remarque qu'il fait une crise d'épilepsie. Si Mira Prime le voit et parvient à le sauver, Mira Alpha le remarque trop tard, n'ayant pas entendu la police arriver tout de suite parce qu'elle écoutait de la musique sur cassette. Yanek Alpha est dévasté, son couple vole en éclats et peu à peu, rongé par la jalousie de voir son double heureux, il lui vient des idées noires de guerre entre les deux réalités et confie à un membre de son côté qu'il faudrait créer un virus mortel dans cette éventualité. En secret, Yanek Alpha va visiter le monde de son double et passer du temps avec la famille heureuse de celui-ci. Yanek Prime finit par le comprendre et en confrontant son double, Yanek Alpha finit par tuer Yanek Prime sous les yeux de Mira Prime. Pour pouvoir maquiller l'affaire et éviter que les divergences ne s'enveniment, Yanek Alpha est livré au côté Prime et enfermé à Echo, tandis que les membres restants fondent le QG et conçoivent les mallettes pour communiquer à distance, réfugiés dans le secret.

### Épisode 7:Deux Vérités
- États-Unis : 27 janvier 2019 sur Starz

Dix ans avant les événements, Wesley Pierce était un agent du côté Alpha, mais pour avoir divulgué des secrets à sa femme, elle a été tuée et Pierce envoyé du côté Prime sous l'identité de Ian Shaw.
La nouvelle de la mort de la secrétaire de Peter Quayle fait le tour du Département et Quayle affirme sous serment qu'elle était Shadow et sa maîtresse. Cependant, si tous les éléments portent à appuyer cette théorie, Naya Temple a encore un doute, notamment en observant Howard en qui elle ne voit pas un employé de bureau manipulé par sa hiérarchie. Quayle est renvoyé chez lui, assigné à résidence jusqu'à nouvel ordre, mais Roland Fancher veut sauver les apparences et maintient Quayle à son poste tout en faisant tout pour le séparer de sa fille, même si Clare repousse durement cette idée. Clare retrouve Spencer et découvre qu'il a gardé le contact avec ses amis de l'époque d'Indigo, qui nettoient les traces de leur agent tombée. Clare confie ses doutes sur la folie de Mira et la mission d'Indigo, ne voulant plus être considérée comme une héroïne pour avoir pris la vie de son double et Spencer tente de la ramener à sa mission. Quayle et Temple apprennent dans une réunion officieuse une nouvelle importante : l'ambassadeur a été renvoyé dans le côté Alpha avec une demande du QG d'organiser une rencontre physique entre les membres — la requête de Mira a été acceptée. Temple remet en cause la présence de Quayle et les motivations de Roland Fancher, et Quayle en profite pour démissionner. Il organise aussitôt sa fuite et demande à Clare de le suivre car il partira avec leur fille. Clare les emmène donc dans le manoir d'Indigo, où elle a grandi de l'autre côté, alors que Howard découvre que des tueurs sont déjà à leurs trousses.

### Épisode 8:À l'abri du froid
- États-Unis : 3 février 2019 sur Starz

Emily Prime amène Howard Alpha blessé dans la suite de l'hôtel où elle suivait les traces de sa double. Elle appelle Anna pour le soigner, révélant ainsi à sa fille sa vie d'espionne depuis des années. Anna n'est pas choquée, finissant par reconnaitre l'endroit comme un lieu où elle a passé du temps avec sa mère, or Emily Prime ne l'a jamais amené dans ce lieu. Au même moment, du côté Alpha, Howard Prime voit Emily recouvrer l'essentiel de sa mémoire et avoir des souvenirs précis de l'autre côté où elle se rendait pour passer du temps avec le double de sa fille décédée. Emily Alpha s'estime cependant satisfaite de sa vie désormais et ne veut plus y retourner. Emily Prime est furieuse de découvrir que sa double a passé du temps avec sa fille en secret, et Howard Alpha veut retourner de son côté, lassé et prêt à négocier avec la D.G.
Clare, Peter et leur file sont réfugiés dans le manoir du côté Alpha, qui appartient également à Indigo. Les souvenirs de sa jeunesse reviennent à Clare et Peter la pousse à admettre qu'elle a été manipulée et endoctrinée par Mira mais qu'elle peut désormais choisir une vie qui sera sienne. Clare pense savoir ce que planifie Mira : la libération d'une grippe du côté Alpha, pour rétablir l'équilibre. Peter ne voit d'autre option que de prévenir Naya Temple et de dénoncer Clare comme étant Shadow.

### Épisode 9:L’Heure des choix
- États-Unis : 2019 sur Starz

Chassé par Emily Alpha, Howard Prime ne trouve d'autre refuge que la planque de Baldwin, qui veut tourner la page de sa vie de tueuse mais ne peut pas selon Howard.
Emily Prime et Howard Alpha se rendent aux bureaux de l'ONU pour négocier avec le QG. Emily doit cependant accepter une rencontre : sa double veut la rencontrer, pour la prévenir de la réunion imminente entre le QG, Yanek et Mira, mais aussi pour simplement voir les différences entre elles. En échange, Howard Alpha retourne de son côté, et avant de repasser la Croisée, il embrasse Emily Prime.
Shaw est chargé par le QG d'arrêter Mira et de mener Yanek au QG, une décision que la terroriste désapprouve. Yanek retrouve ses anciens collègues formant désormais le QG. Il tente de les convaincre que malgré les découvertes, leur expérience a causé trop de morts et n'a fait que prouver que la nature profonde de l'homme est de survivre, que la guerre a déjà commencé et que la seule façon d'y mettre fin est de fermer la Croisée. Les membres du QG refusent, restant optimistes et prêts à accepter le prix. Mira apparait alors, libre : Shaw a dû la libérer quand Indigo a capturé Nomi, le double de sa femme morte. Mira abat les sept membres du QG et épargne Yanek, lui laissant l'accès à la Croisée pour retrouver son monde. Yanek comprend qu'elle n'a jamais eu l'intention de les laisser en vie et la voit prendre les valises utilisées par le QG pour communiquer et se préparer à diffuser un message.

### Épisode 10:Échec, mais pas mat
- États-Unis : 2019 sur Starz

Mira se fait passer pour le QG et délivre son message aux deux côtés : la collaboration a été un échec et la Croisée sera refermée définitivement dans les 24 heures. Les deux chefs des départements de Stratégie négocient les derniers échanges d'informations alors que ceux qui ont traversé sont rapatriés en urgence pour un dernier voyage retour.
Howard Prime force Clare à soutirer des informations à Spencer. Il donne l'emplacement du repère des fidèles de Mira, une maison isolée où ils se sont injecté le virus avant de partir à travers l'Europe. Howard Prime va chercher Emily et Howard Alpha, qui se retrouvent mais prennent conscience que leur vie de couple ne sera plus jamais la même, et ils se rendent sur place. Seule une fidèle est restée en arrière et Emily tente de la convaincre de se rendre mais elle déclenche l'explosion de la maison. Blessée, elle a à peine le temps d'écrire le point de départ des fidèles avant d'être ramenée à l'hôpital et d'y mourir. Malgré la peine, Howard Alpha renonce à se venger sur son double et le laisse lui rendre sa vie avant de lui confier une arme. Howard Prime parvient à abattre tous les fidèles infectés à temps et le QG couvre l'affaire. Le lendemain matin, Howard Alpha et Baldwin retournent de leur côté. Spencer est emprisonné du côté Prime, Peter retrouve son poste pour justifier l'arrangement entre Clare et Naya Temple, qui vont collaborer pour retrouver les derniers fidèles de Mira en liberté. Du côté Alpha, Emily trouve une dernière lettre de Ian, qui lui révèle la vérité sur son identité et lui laisse un traqueur vers Mira avant de disparaitre. Emily la tue discrètement par une aiguille empoisonnée et Mira jure que sa tâche est accomplie.